# インカ・ガルシラーソ・デ・ラ・ベーガ

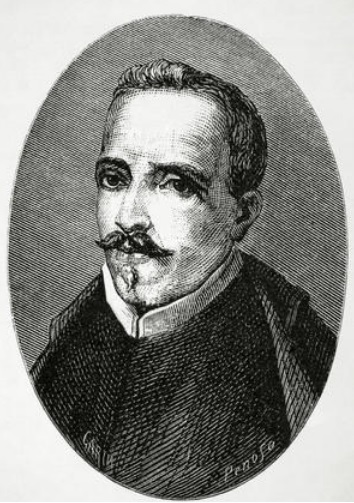

インカ・ガルシラーソ・デ・ラ・ベーガ（スペイン語: Inca Garcilaso de la Vega、4月12日 1539年 - 4月23日 1616年）はメスティソの歴史家、文筆家。ペルーに在住し、1561年にスペインに移った。

## 概要
父はスペイン人の征服者カピタン・ガルシラーソ・デ・ラ・ベーガ（1507年 - 1559年）で、母はワイナ・カパックの四男のワルパ・トゥパック・インカ・ユパンキ（アタワルパ死後の傀儡皇帝トゥパック・ワルパと同一人物）の娘であるインカ王女のチンプ・オクリョ（1523年 - 1571年）。ワイナ・カパックの曾孫で、ワスカル・アタワルパ兄弟の大甥、トゥパック・ワルパの孫にあたる。幼名はゴメス・スワレス・デ・フィゲローア(スペイン語: Gómez Suárez de Figueroa)。

## 訳書
- 『インカ皇統記』全2巻、牛島信明訳、岩波書店「大航海時代叢書 エクストラ・シリーズ」、1985-86年
  - 『インカ皇統記』 岩波文庫 全4巻、2006年。表記はインカ・ガルシラーソ・デ・ラ・ベーガ